# Les Négresses Vertes
Les Négresses Vertes (De Gröna Negresserna) är en fransk musikgrupp inom genren världsmusik. Bandets stil är en blandning av många stilarter. Europeiska former som polka, vals, chanson, flamenco, folkmusik förs på ett egenartat sätt ihop med såväl latinamerikanska musikriktningar som ska och raï.

## Diskografi
- Mlah (1989)
- Famille Nombreuse (1991)
- 10 Remixes (1993)
- An Aperitif (1994)
- Zig-Zague (1994)
- Green Bus (1996), live
- Trabendo (1999)
- Acoustic Clubbing (2001), live
- Le grand déballage (Best of) (2002)
- Á l'affiche (Best of) (2006)